# I Just Got a Lot on My Shoulders
I Just Got a Lot on My Shoulders é o sétimo álbum de estúdio do rapper americano YoungBoy Never Broke Again, lançado pelas gravadoras Never Broke Again e Motown em 6 de dezembro de 2024. O álbum não apresenta participações especiais, e sua produção ficou a cargo do engenheiro e produtor habitual de YoungBoy, Cheese, ao lado de Al Geno, Ayo Bleu, Bnyx, D-Roc, OG Parker, PlayboyXO, TayTayMadeIt e vários outros produtores.
O álbum sucede sua vigésima primeira mixtape, Decided 2, e seu sexto álbum de estúdio, Don't Try This at Home (ambos de 2023). Em contraste com seus álbuns de estúdio anteriores, I Just Got A Lot on My Shoulders foi um fracasso comercial, atingindo o pico na posição 153 da Billboard 200 — tornando-se seu lançamento de menor sucesso nas paradas desde sua oitava mixtape solo, Ain't Too Long (2017). Criticamente, o álbum não se saiu melhor do que seus dois álbuns anteriores com a Motown.

## Lançamento e promoção
Em 25 de dezembro de 2023, durante uma entrevista ao Million Dollaz Worth of Game, Gaulden afirmou que seu próximo álbum completaria seu contrato com a Motown. Em 27 de janeiro de 2024, Gaulden usou seu Instagram para anunciar um novo álbum que seria lançado em 19 de abril, antes de compartilhar outro teaser dois dias depois e postar o trailer do álbum no dia seguinte. Em 17 de março, Gaulden compartilhou a arte da capa e o título oficial do álbum, com lançamento previsto para 19 de abril. No entanto, apenas dois dias antes do lançamento inicial do álbum, em 17 de abril, Gaulden foi preso por acusações que variavam de atividade contínua decorrente de posse de substâncias controladas a posse de arma perigosa e fraude de identidade. Enquanto estava detido, Gaulden declarou-se culpado de sua acusação federal de porte de arma em Baton Rouge, que remonta a 2020, antes de ser finalmente sentenciado a 27 meses de prisão, o que levou os fãs a acreditarem que o álbum seria adiado até a libertação de Gaulden.
Enquanto estava detido, o iCloud de Gaulden foi hackeado, resultando em uma série de vazamentos enquanto ele estava encarcerado, consistindo em músicas, videoclipes, vlogs, filmagens de bastidores e mensagens de texto. Devido aos vazamentos inoportunos, Gaulden e sua gerência anunciaram em 8 de novembro de 2024 que o álbum seria lançado em 6 de dezembro de 2024. Simultaneamente, as primeiras oito faixas do álbum foram lançadas no Spotify. Em 4 de dezembro, as últimas oito músicas do álbum foram reveladas após a página do Never Broke Again no Instagram compartilhar a tracklist do álbum.

### Singles
Antes do lançamento original do álbum em 19 de abril, Gaulden lançou vários singles promocionais, muitos dos quais deveriam originalmente estar no álbum. Em 13 de janeiro de 2024, Gaulden lançou "Act a Donkey", "Bnyx da Reaper" em 2 de fevereiro, "We Shot Him in His Head Huh" em 4 de fevereiro, "Fuck Niggaz" em 7 de fevereiro, "Closed Case" em 16 de fevereiro, "No Time" em 19 de fevereiro, "Steppa" em 22 de fevereiro, "Boat" em 28 de fevereiro e "Catch Him" em 28 de março. Em 10 de junho, enquanto estava detido, DJ Akademiks estreou "Tears of War", a faixa bônus e de encerramento do álbum, revelando que foi a última música gravada por Gaulden antes de sua prisão inesperada. A música foi posteriormente lançada nas plataformas de streaming em 26 de julho.
Após a prisão de Gaulden, os lançamentos pararam antes que sua música começasse a vazar. Em 8 de novembro de 2024, enquanto estava detido, Gaulden lançou videoclipes para "Never Stopping", "Catch Me", "Missing Everything", "Sneaking" e "Killa Season" no YouTube.

## Recepção crítica
| Críticas profissionais | Críticas profissionais |
| Avaliações da crítica  | Avaliações da crítica  |
| Fonte                  | Avaliação              |
| ---------------------- | ---------------------- |
| AllMusic               | [ 25 ]                 |
| Ratings Game Music     | 64%                    |

Escrevendo para o AllMusic, em uma crítica medíocre, Paul Simpson escreveu que "o álbum faz jus ao seu título" e que o "estilo vulnerável, mas vingativo de Gaulden não mudou muito", afirmando que "ele está essencialmente apenas dando a seus fãs o que eles esperam". Quincy, da Ratings Game Music, escreveu que o disco "é quintessencialmente caótico" e que ele "[ecoa] a natureza errática tanto de sua arte quanto de sua vida pessoal". Quincy continuou que no álbum, Gaulden é "introspectivo e vulnerável, ferido e vingativo, e, às vezes, ameaçadoramente agressivo". Elias Andrews, do HotNewHipHop, escreveu que o álbum "não é um assunto alegre" e que no disco, Gaulden "está sentindo o peso do estrelato e o peso de seu estilo de vida"; no entanto, "ele é capaz de sintetizá-lo de uma maneira que é convincente de se ouvir".

## Lista de faixas
| Lista de faixas de I Just Got a Lot on My Shoulders |                         |                                                                                              |                                                   |         |  |
| N.º                                                 | Título                  | Compositor(es)                                                                               | Produtor(es)                                      | Duração |  |
| 1.                                                  | "Versace Shades"        | Kentrell Gaulden Tavian Carter                                                               | TayTayMadeIt                                      | 2:49    |  |
| 2.                                                  | "Never Stopping"        | Gaulden Anass Bouali Braylen Rembert Phillip Campbell Terrelle Francis Jr.                   | 4reign Ayo Bleu SauceBoy Say Terrelle             | 2:42    |  |
| 3.                                                  | "Catch Me"              | Gaulden Daniel Lebrun Don Kwitflip                                                           | D-Roc Manuel #1                                   | 2:24    |  |
| 4.                                                  | "Hope You Make It"      | Gaulden Jarrian Thompson                                                                     | PlayboyXO                                         | 2:28    |  |
| 5.                                                  | "Sneaking"              | Gaulden Gene Hixon Kajro Kwitflip                                                            | Al Geno Kajro Manuel #1                           | 2:36    |  |
| 6.                                                  | "Killa Season"          | Gaulden Lebrun Myeong Geun Song                                                              | D-Roc Skolo                                       | 3:03    |  |
| 7.                                                  | "Get It"                | Gaulden Jason Goldberg Joshua Parker Bishop Grinnage Jeremy Bradley Louie Montana            | Cheese OG Parker Beezo JB Sauced Up Louie Montana | 2:53    |  |
| 8.                                                  | "Missing Everything"    | Gaulden Benjamin Saint-Fort Kwitflip                                                         | Bnyx Manuel #1                                    | 3:44    |  |
| 9.                                                  | "Stealing Out the Trap" | Gaulden Lebrun Sven Steenbergen                                                              | D-Roc 17OnDaTrack                                 | 3:46    |  |
| 10.                                                 | "My Smoke"              | Gaulden Michael Makho Thomas Horton Kevin Varol                                              | Michael Makho TnTXD Trill                         | 1:53    |  |
| 11.                                                 | "Blood on My Soul"      | Gaulden Leburn Gabriel Decastro Sebastian Picchioni                                          | D-Roc Decastro AyoCBass                           | 3:02    |  |
| 12.                                                 | "Adapted"               | Gaulden Michael Roberge Ethan Hayes Aaron Hill Malik Bynoe-Fisher                            | Berge.af Haze LastWordBeats MalikOTB              | 1:53    |  |
| 13.                                                 | "Ma I Don't Cancel"     | Gaulden Leburn Simone Di Franco                                                              | D-Roc Simo Fre Samabaretta                        | 2:44    |  |
| 14.                                                 | "My Love"               | Gaulden Kendale Carter                                                                       | Shop with Ken                                     | 1:36    |  |
| 15.                                                 | "Cook Dope"             | Gaulden Roberge                                                                              | Berge.af Str8cash                                 | 3:12    |  |
| 16.                                                 | "Tears of War" (bônus)  | Gaulden Ernest Wilson Bobby Seale Thomas Callaway-Burton William Roberts II Willie Hutchison | No I.D.                                           | 5:55    |  |
| Duração total:                                      | Duração total:          | Duração total:                                                                               | Duração total:                                    | 46:43   |  |

Créditos de samples
- "Tears of War" contém um sample de "Tears of Joy", escrita por William Roberts II, Thomas Callaway-Burton, Ernest Wilson, Bobby Seale, e Willie Hutchison, e interpretada por Rick Ross e CeeLo Green.

## Créditos
Créditos adaptados do Tidal.
Músicos
- YoungBoy Never Broke Again – vocais
- Kaye Fox – vocais adicionais (faixa 16)
- Steve Wyreman – guitarra (faixa 16)
- Kevin Randolph – teclados (faixa 16)

Técnicos
- Jason "Cheese" Goldberg – masterização, mixagem, gravação (faixas 3, 7, 8, 10, 14, 16)
- Ray Seay – mixagem (faixa 16)
- DJ Ryno – mixagem Dolby Atmos (faixas 9–15)
- YoungBoy Never Broke Again – gravação (faixas 1, 2, 4–6, 9, 11, 13, 15, 16)
- Carlos Echeverri – gravação (faixa 12), assistência de engenharia de som (faixas 1–16)
- Eddie "eMix" Hernández – gravação (faixa 16)
- Rob Kinelski – gravação (faixa 16)
- Graham Marsh – gravação (faixa 16)
- Dee Brown – assistência de engenharia de som (faixa 16)

## Paradas
| Paradas (2024)                 | Posição de pico |
| ------------------------------ | --------------- |
| Estados Unidos (Billboard 200) | 159             |